# Pion
A részecskefizika területén a pion (pi-mezon) közös neve az 1947-ben felfedezett három szubatomi részecskének: a π0, π+ és π‒ részecskének. A pion a legkönnyebb mezon.

## Alapvető tulajdonságai

A pozitív pion (π^{+}) kvarkszerkezete: Egy u-kvarkot és egy anti-d-kvarkot tartalmaz

A pionoknak nulla spinjük van és első-családbeli kvarkokból épül fel. Egy u és egy anti-d kvark alkotja a π+, míg egy d és egy anti-u kvark a π‒ részecskét, az antirészecskéjét. Mind az u és anti-u, mind a d és anti-d, együtt semleges, de mivel az előbbi párok azonos kvantumszámokkal rendelkeznek, csak a két pár szuperpozíciójaként található meg. A legalacsonyabb energiájú szuperpozíció a π0, amely saját antirészecskéje.
A π± mezonok tömege 139,6 MeV/c2 és az élettartamuk 2,6 · 10‒8 másodperc. A fő bomlási módban (99,9877%) müon és müonneutrínó vagy ezek antirészecskéje jön létre:
{\displaystyle \pi ^{+}\to \mu ^{+}+\nu _{\mu }\,}
{\displaystyle \pi ^{-}\to \mu ^{-}+{\bar {\nu }}_{\mu }\,}
A második leggyakoribb bomlásuk (0,0123%) során elektron vagy pozitron, illetve a nekik megfelelő neutrínók jönnek létre, úgy, hogy teljesül a leptonszám-megmaradás:
{\displaystyle \pi ^{+}\to e^{+}+\nu _{e},~~~\pi ^{-}\to e^{-}+{\bar {\nu }}_{e}.}
A π0 tömege kicsit kevesebb (135,0 MeV/c2) és sokkal rövidebb élettartamú (8,4 · 10‒17 másodperc). A fő bomlási módjában (98,798%) két foton keletkezik:
{\displaystyle \pi ^{0}\to 2\gamma \,}
A második leggyakoribb bomlásánál (1,198%), ami Dalitz-bomlás néven ismert, egy foton és egy elektron-pozitron pár keletkezik:
{\displaystyle \pi ^{0}\to \gamma +e^{+}+e^{-}}.
Az élettartamuk azért ennyire eltérő, mert a töltött pionok bomlását a gyenge kölcsönhatás, a semlegesét az elektromágneses kölcsönhatás hozza létre.
| Részecske     | Jel                                 | Anti- részecske                     | Kvark összetétel                                                      | Spin és paritás | Nyugalmi tömeg MeV/c2 | S | C | B | közepes élettartam s | bomlástermékei |
| ------------- | ----------------------------------- | ----------------------------------- | --------------------------------------------------------------------- | --------------- | --------------------- | - | - | - | -------------------- | -------------- |
| Töltött Pion  | {\displaystyle \mathrm {\pi ^{+}} } | {\displaystyle \mathrm {\pi ^{-}} } | {\displaystyle \mathrm {u{\bar {d}}} }                                | Pszeudoskalár   | 139.6                 | 0 | 0 | 0 | 2.60×10-8            | μ+ + νμ        |
| Semleges Pion | {\displaystyle \mathrm {\pi ^{0}} } | önmaga                              | {\displaystyle \mathrm {\frac {u{\bar {u}}-d{\bar {d}}}{\sqrt {2}}} } | Pszeudoskalár   | 135.0                 | 0 | 0 | 0 | 0.84×10-16           | 2γ             |

## Története
Hideki Yukawa 1935-ös elméleti munkája egy mezon létezését jósolta meg, a magerő hordozó részecskéjéét. Töltött pionokat kísérletileg 1947-ben a Cecil Powell által vezetett csoport talált.  A csoport fotoemulziót ballonokkal nagy magasságokba küldött, ahol erős kozmikus sugárzás van. Miután a ballonok visszatértek, mikroszkópos vizsgálattal töltött részecskék nyomait tudták vizsgálni, melyek között pionoké is előfordult. Yukawa munkáját 1949-ben, Powellét 1950-ben fizikai Nobel-díjjal jutalmazták.
A π0 részecske sokkal nehezebben megfigyelhető, mint a π±; mivel elektromosan semleges, ezért nem hagy nyomot az emulzióban. A π0 részecskét 1950-ben a bomlástermékei révén találták meg.